# Short track ai XXII Giochi olimpici invernali
Le gare di short track ai XXII Giochi olimpici invernali di Soči in Russia si sono svolte dal 10 a 21 febbraio 2014. Erano in programma quattro competizioni al maschile (500 m, 1000 m, 1500 m, 5000 m staffetta) e altrettante al femminile (500 m, 1000 m, 1500 m, 3000 m staffetta).

## Calendario
| Uomini | 1500 m |  |  |       |  | 1000 m |  |  |                  |  |  | 500 m 5000 m staffetta | 4 |
| Donne  |        |  |  | 500 m |  | 1500 m |  |  | 3000 m staffetta |  |  | 1000 m                 | 4 |
| Totale | 1      |  |  | 1     |  | 2      |  |  | 1                |  |  | 3                      | 8 |

## Podi

### Uomini
| Evento                      | Oro                                                                  | Tempo    | Argento                                                               | Tempo    | Bronzo                                            | Tempo    |
| 500 m (dettagli)            | Viktor An                                                            | 41"312   | Wu Dajing                                                             | 41"516   | Charle Cournoyer                                  | 41"617   |
| 1000 m (dettagli)           | Viktor An                                                            | 1'25"325 | Vladimir Grigor'ev                                                    | 1'25"399 | Sjinkie Knegt                                     | 1'25"611 |
| 1500 m (dettagli)           | Charles Hamelin                                                      | 2'14"985 | Han Tianyu                                                            | 2'15"055 | Viktor An                                         | 2'15"062 |
| 5000 m staffetta (dettagli) | Russia Viktor An Semën Elistratov Vladimir Grigor'ev Ruslan Zacharov | 6'42"100 | Stati Uniti Eduardo Alvarez J.R. Celski Chris Creveling Jordan Malone | 6'42"371 | Cina Chen Dequan Han Tianyu Shi Jingnan Wu Dajing | 6'48"341 |

### Donne
| Evento                      | Oro                                                           | Tempo    | Argento                                                                   | Tempo    | Bronzo                                                               | Tempo    |
| 500 m (dettagli)            | Li Jianrou                                                    | 45"263   | Arianna Fontana                                                           | 51"250   | Park Seung-hi                                                        | 54"207   |
| 1000 m (dettagli)           | Park Seung-hi                                                 | 1'30"761 | Fan Kexin                                                                 | 1'30"811 | Shim Suk-hee                                                         | 1'31"027 |
| 1500 m (dettagli)           | Zhou Yang                                                     | 2'19"140 | Shim Suk-hee                                                              | 2'19"239 | Arianna Fontana                                                      | 2'19"416 |
| 3000 m staffetta (dettagli) | Corea del Sud Cho Ha-ri Kim A-lang Park Seung-hi Shim Suk-hee | 4'09"498 | Canada Marie-Ève Drolet Jessica Hewitt Valérie Maltais Marianne St-Gelais | 4'10"641 | Italia Arianna Fontana Lucia Peretti Martina Valcepina Elena Viviani | 4'14"014 |

## Medagliere
| Posizione | Paese         |   |   |   | Totale |
| --------- | ------------- | - | - | - | ------ |
| 1         | Russia        | 3 | 1 | 1 | 5      |
| 2         | Cina          | 2 | 3 | 1 | 6      |
| 3         | Corea del Sud | 2 | 1 | 2 | 5      |
| 4         | Canada        | 1 | 1 | 0 | 2      |
| 5         | Italia        | 0 | 1 | 2 | 3      |
| 6         | Stati Uniti   | 0 | 1 | 0 | 1      |
| 7         | Paesi Bassi   | 0 | 0 | 1 | 1      |
| Totale    | Totale        | 8 | 8 | 8 | 24     |